# Nivea (cantante)
Nivea B. Hamilton (Atlanta, Georgia, 24 de marzo de 1982), conocida monónimamente como Nivea, es una cantante, compositora y actriz estadounidense. Sus sencillos alcanzaron las listas de Billboard a principios de la década de 2000. Nivea es más conocida por su éxito nominado al Grammy "Don't Mess with My Man", así como por "Laundromat" y "Okay" con YoungbloodZ y Lil Jon. Ha lanzado tres álbumes de estudio: Nivea (2001), Complicated (2005), Animalistic (2006) y un álbum extendido lanzado de forma independiente, Nivea: Undercover (2011). En 2019, lanzó su álbum Mirrors, incluido el sencillo "Circles".

## Biografía
Nivea nació en Atlanta, Georgia. Ella es la menor de tres hermanas. Cantaba en el coro de una iglesia y admiraba la música de Mariah Carey. Nivea admitió ser tímida en una entrevista de BET "Finding Nivea". Ella dijo: "Nunca quise que nadie me escuchara cantar... mis padres apagaban la radio y yo dejaba de hacerlo automáticamente".

## Carrera

### 2000-2003:Nivea
En 2000, Nivea apareció en el exitoso sencillo de Mystikal "Danger (Been So Long)", lo que le valió cierta popularidad. Tras su éxito, firmó con Jive Records y lanzó su sencillo debut en solitario "Don't Mess with the Radio" en 2001, que obtuvo un éxito moderado, alcanzando el puesto número 90 en el Hot 100 y el número 85 en R&B. Su sello decidió entonces centrarse en ella a nivel internacional y lanzó su álbum debut homónimo primero en Australia y Japón. El 25 de septiembre de 2001, el álbum fue lanzado en Estados Unidos alcanzando el puesto número 80 en el Billboard 200 y el número 85 en R&B. "Run Away (I Wanna Be with You)" (con Pusha T) fue lanzado como el próximo sencillo del álbum en Japón en diciembre de 2001.
En agosto de 2002, lanzó su segundo sencillo en Estados Unidos, "Don't Mess with My Man", con Brian y Brandon Casey (del grupo de R&B Jagged Edge). El sencillo fue un gran éxito, alcanzando el puesto número 8 en el Hot 100 y el número 25 en R&B, impulsando las ventas de su álbum debut. Al año siguiente, "Don't Mess with My Man" fue nominada a un premio Grammy como Mejor interpretación de R&B de un dúo o grupo con voces.
El tercer sencillo estadounidense del álbum, "Laundromat", contó con la participación del cantante R. Kelly y fue protagonizado por el comediante Nick Cannon, quien interpretó a su interés amoroso en el video musical. El sencillo se convirtió en otro éxito para la cantante, alcanzando el puesto número 20 en R&B y el número 58 en el Hot 100.

### 2004-2008:ComplicatedyAnimalistic
Tras el éxito de su primer álbum, comenzó a trabajar en su segundo álbum de estudio, lanzando el exitoso sencillo "You Wanna Touch Me", con la participación de los raperos Rasheeda y Akon, que alcanzó el puesto número 86 en R&B. Después de conocer a Terius "The-Dream" Nash, comenzaron a salir, y pronto, él se encargó de la producción principal de su próximo álbum.
En 2005, lanzó el sencillo principal del proyecto, "Okay", en el que participaron YoungbloodZ y Lil' Jon. El sencillo se convirtió en un éxito, alcanzando el puesto número 14 en R&B y el número 40 en el Billboard Hot 100. En mayo, lanzó su segundo álbum Complicated, que alcanzó el puesto número 9 en la lista de R&B y el número 37 en el Billboard 200. Un segundo sencillo, "Parking Lot", fue lanzado poco antes de que quedara embarazada de su primer hijo. Posteriormente, Jive Records abandonó la promoción del proyecto, aunque ella apareció en Soul Train al año siguiente e interpretó "Complicated", que originalmente estaba planeado para ser el tercer sencillo. Tras su salida del sello, dio a luz a sus gemelos en abril. Ese mismo año, comenzó a trabajar en su próximo álbum de estudio y firmó un nuevo contrato con Formula Records.
Producido principalmente por su entonces esposo, The-Dream, su tercer álbum Animalistic fue lanzado el 15 de noviembre de 2006, exclusivamente en Japón, encabezado por el sencillo "Watch It", que obtuvo cierta difusión. Los planes para un estreno en Estados Unidos en 2007 fueron finalmente archivados. Sin embargo, estrenó nuevo material en su perfil de Myspace como “I Might”, “Look Back” y “Zodiac”, aunque nunca fueron lanzados oficialmente. Más tarde, se tomó un descanso de la industria musical para centrarse en la crianza de sus hijos después de su divorcio.

### 2009-2014:Undercovery "Loud Blunt"
En 2010, lanzó un sencillo titulado "Love Hurts", que presentaba al rapero Lil' Wayne como su interés amoroso en el video musical. También ese año, apareció en algunos mixtapes de Sir Will ("It Only Hurts Forever") y Rasheeda ("Surprise" "Say Something Remix").
Más tarde, anunció que lanzaría un EP acústico titulado Nivea: Undercover y estrenó el primer sencillo, una versión de la canción de Sade "Love Is Stronger Than Pride" a principios de 2011. En septiembre de 2011, el EP fue lanzado de forma independiente. También colaboró con George Reefah en el sencillo "Bump", que recibió un vídeo musical.
En 2012, anunció que estaba trabajando en su cuarto álbum de estudio, titulado provisionalmente "Purple Heart", cuyo lanzamiento estaba previsto para mayo. Al año siguiente, renombró el álbum a Nivea Revealed y anunció un nuevo sencillo "Loud Blunt", que se lanzó en noviembre de 2013 en formato digital.

### 2015-presente:Mirrors,The Randy Watson Collection,colaboraciones y Virginia
En octubre de 2015, Nivea reveló que lanzaría dos álbumes simultáneamente a través de su propio sello discográfico. Uno de los proyectos se tituló The Randy Watson Collection, que sería un LP acústico, con su padre detrás de la producción. Según la cantante, Randy Watson explorará una historia de amor entre ella y dos hombres, y está influenciada por el neo soul y el pop. El segundo proyecto se tituló Mirrors, y fue un álbum de R&B con matices urbanos.
A principios de 2018, anunció que estaba trabajando con Wash House Entertainment. Colaboró con Snypa en la canción "This Way", que fue lanzada en enero. En abril, anunció y estrenó su nuevo sencillo "Circles" en Atlanta. En septiembre, apareció en la canción "Dope New Gospel" del álbum Tha Carter V de Lil Wayne. El 29 de septiembre de 2018, lanzó el sencillo "Circles".
El 16 de septiembre de 2019, apareció en la canción "Oh Oh" del rapero SugaCane. El 26 de septiembre de 2019, lanzó su álbum Mirrors, incluido el sencillo «Circles».
En 2021, Nivea apareció en el reality show BET Presents: The Encore, junto a las exintegrantes de varios grupos femeninos de pop y R&B Shamari Devoe (de Blaque), las hermanas Irish y LeMisha Grinstead (de 702), las gemelas Fallon y Felisha King (de Cherish), Pamela Long (de Total), Aubrey O'Day (de Danity Kane) y Kiely Williams (de 3LW y The Cheetah Girls).
El 7 de enero de 2022, Nivea lanzó un nuevo sencillo, "Virginia", su primer lanzamiento nuevo en 2 años. Ken Hamm de Soulbounce.com reseñó "Virginia" y afirmó: "La difícil situación de Nivea nos muestra que tal vez el amor no es suficiente. Sobre teclas sensuales y riffs de guitarra, Nivea canta sobre un hombre que la hace sentir cálida cuando el mundo se siente tan frío. Sin embargo, este amor es una situación, no una relación; ella es una esposa, pero no la esposa", mientras que amethystmusicnewsmagazine.com escribió: "La veterana de R&B, cantante y compositora Nivea está de regreso con un nuevo sencillo titulado 'Virginia'. En la canción, la cantante muestra la hermosa voz por la que es conocida".
A mediados de octubre, confirmó que se unirá a su compañera cantante de R&B Paula DeAnda para su tan esperada colaboración. Ambas cantantes confirmaron en entrevistas separadas en 2020 que se han mantenido en contacto y planean tener el sencillo listo para 2022.

## Vida personal
En febrero de 2002, Nivea comenzó a salir con el rapero Lil Wayne. El 11 de diciembre de 2002, se comprometieron. En su entrevista de julio de 2003 con la revista Sister to Sister, Nivea habló sobre su compromiso y cómo Wayne le propuso matrimonio. "Wayne dijo: 'Tengo tu regalo de Navidad conmigo y te va a encantar. Te hará sonreír'. Se arrodilló y me dijo: 'Sé que soy joven, pero he pasado por suficientes relaciones como para saber y entender el significado de lo que es el amor'. Fue simplemente perfecto. Me dijo que quería pasar el resto de su vida conmigo y que me amaba. Fue un momento de mocos y lágrimas al mismo tiempo". También habló sobre sus deseos de tener un hijo con el rapero. "Quiero mucho un niño ahora mismo. La hija de Wayne es simplemente maravillosa. Es una niña hermosa". En una entrevista de 2021 con Kandi Burruss, Nivea reveló haber sufrido un aborto espontáneo. Nivea reconoció a Wayne como su primer amor. Ella dijo que si no se casaban, moriría soltera. En agosto de 2003, Lil Wayne canceló su compromiso. La canción de Wayne "Something You Forgot" trataba sobre su relación con Nivea.
Nivea se casó con el cantante y productor de R&B Terius "The-Dream" Nash en diciembre de 2004. Su hija nació el 10 de mayo de 2005, y sus hijos gemelos en abril de 2006. The-Dream solicitó la separación legal el 10 de diciembre de 2007. El 15 de junio de 2008, se formalizó su divorcio. Nash declaró en una entrevista: "Decidí terminar con esto porque no quería tomar a esta persona [Nivea] y tratarla de cierta manera en función de en qué me estaba convirtiendo, en función de mi amargura". Sin embargo, Nivea dice que The-Dream quería el divorcio, no ella. "Estoy mintiendo, no es así. Se supone que debemos decirlo, pero no es verdad. No fue un acuerdo mutuo, él quería hacerlo, yo no, pero ya está hecho. Estoy lidiando con ello". The-Dream escribió gran parte de su álbum Love/Hate basándose en su relación con Nivea. Él le atribuyó el mérito de inspirar más sinceridad en sus composiciones, "para abrir ese otro lado que conecta con la mujer común", como le dijo a SOHH. “Ella me ha ayudado mucho en esa área”.
Después de su divorcio en 2007, Nivea se reconcilió con su ex prometido, el rapero Lil Wayne. El 9 de junio de 2009, se rumoreó que Nivea y Lil Wayne estaban comprometidos y esperaban un hijo juntos. El 14 de octubre de 2009, Lil Wayne confirmó que él y Nivea estaban esperando un hijo. Nivea dio a luz a su hijo el 30 de noviembre de 2009. En junio de 2010, Nivea y Lil Wayne rompieron su compromiso por segunda vez.

## Discografía
- Nivea (2001)
- Complicated (2005)
- Animalistic (2006)
- Nivea: Undercover (2011)
- Mirrors (2019)

## Filmografía
- The Parkers (Temporada 4, episodio 22) (2003)